# Sison gussonii
Sison gussonii är en flockblommig växtart som beskrevs av Spreng.. Sison gussonii ingår i släktet höstpersiljor, och familjen flockblommiga växter. Inga underarter finns listade i Catalogue of Life.